# Andy Hrovat

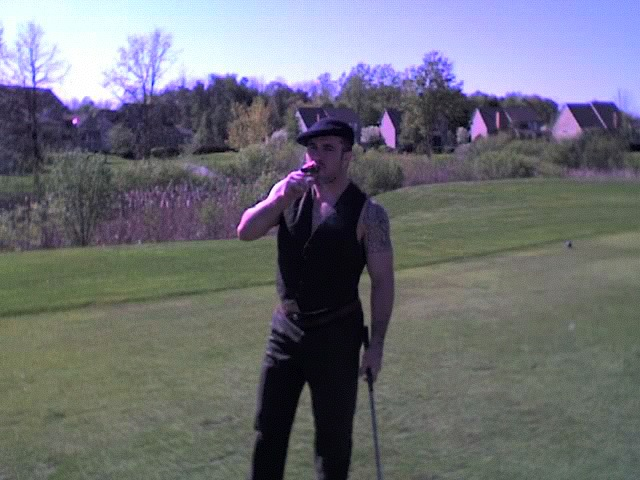
Andy Hrovat

Andy Hrovat (* 21. Januar 1980 in Cleveland (Ohio)) ist ein US-amerikanischer Ringer. Er gewann mehrere Medaillen bei den Panamerikanischen Spielen im freien Stil im Mittelgewicht.

## Werdegang
Andy Hrovat besuchte die St. Edwards High School in Cleveland. Dort begann er auch mit dem Ringen, bei dem er sich auf den freien Stil konzentrierte. Trainiert wurde er dort von Greg Urbas. Im Jahre 1996 belegte er bei den US-amerikanischen Juniorenmeisterschaften (Cadets) den 2. Platz (Gew.-Klasse bis 70 kg KG). Diesen Erfolg wiederholte er im Jahre 2000 bei den Espoirs im Mittelgewicht. Als High-School-Ringer wurde er 1997 und 1998 Meister von Ohio. Ab 1999 besuchte er die University of Michigan, konnte aber bei den NCAA-Championships (Studentenmeisterschaften des Hochschul-Sportverbandes) keine Spitzenplätze belegen. Das beste Ergebnis, das er bei drei Teilnahmen erzielte, war ein 4. Platz im Jahre 2001. Seine Trainer an der University of Michigan waren Dale Bahr und Joe McFarland.
Dafür wurde Andy Hrovat 2001 US-amerikanischer Studentenmeister der AAU (Amateur Athleten Union). Er wurde auch Mitglied des New York Athletik Club und dort von Sean Bormet trainiert. Aufgrund dieses Erfolges wurde er bei der Panamerikanischen Meisterschaft 2001 in Santo Domingo, Dom. Rep., eingesetzt und belegte dort im Mittelgewicht den 2. Platz hinter Weltmeister Yoel Romero aus Kuba.
2002 wurde Andy Hrovat erneut US-amerik. Studentenmeister (AAU) und startete bei der Universitäten-Weltmeisterschaft in Edmonton. Hier belegte er im Weltergewicht hinter Fahrettin Ozata aus der Türkei, Mehdi Baraati aus dem Iran und Xu Xuangchong aus der Volksrepublik China den 4. Platz. In den Jahren 2003 bis 2005 platzierte er sich bei den USA-Meisterschaften und bei den Ausscheidungsturnieren für die Weltmeisterschaften (WM-Trials) zwar einige Male im Vorderfeld, konnte aber keinen Turniersieg erringen. Er hatte in jenen Jahren in den Vereinigten Staaten in seiner Gewichtsklasse, dem Mittelgewicht, in Olympiasieger Cael Sanderson, Lee Fullhart und Brandon Eggum auch eine sehr schwere Konkurrenz.
2004 wurde er wieder bei den Panamerikanischen Meisterschaften, die in Guatemala-Stadt stattfanden, eingesetzt und kam dort hinter Daniel Gonzalez aus Kuba und Matthew White aus Guatemala auf den 3. Platz. 2006 kam Andy Hrovat zwar bei der US-amerik. Meisterschaft im Mittelgewicht nur auf den 5. Platz, siegte aber überraschend bei den WM-Trials vor Clint Wattenberg und Muhammed Lawal. Er wurde daraufhin bei der Weltmeisterschaft in Guangzhou/China im Mittelgewicht eingesetzt, verlor dort aber gleich seinen ersten Kampf gegen Wadim Lalijew, einen für Armenien startenden Russen, knapp nach Punkten (5:7 techn. Punkte). Da Lalijew das Finale nicht erreichte, kam Andy Hrovat nicht in die Trostrunde, musste ausscheiden und landete auf dem 18. Platz.
2008 wurde Andy Hrovat hinter Muhammed Lawal US-amerik. Vize-Meister im Mittelgewicht und erzielte damit das beste Ergebnis, das ihm in seiner Laufbahn bei dieser Meisterschaft gelang. Anschließend schaffte er es sich bei den Olympia-Trials für die Olympischen Spiele in Peking zu qualifizieren. Er besiegte dabei in den entscheidenden Kämpfen Muhammed Lawal mit 2:1 Siegen. In Peking traf er in seinem ersten Kampf auf den Kubaner Reineri Sala und verlor dieses Gefecht nach hartem Kampf mit 1:2 Runden u. 5:6 techn. Punkten. Es erging ihm dann wie bei der Weltmeisterschaft 2006, denn Sala schied ebenfalls bald aus, so dass für Andy Hrovat mit dieser Niederlage die Olympischen Spiele beendet waren. Er erreichte mit den fünf von ihm erzielten technischen Punkten den 12. Platz.
Seit 2004 ist Andy Hrovat Kraft- und Fitnesstrainer für das Michigan Wrestling Team.

## Internationale Erfolge
| Jahr | Platz | Wettbewerb                                        | Gewichtsklasse | |
| 2001 | 2.    | Panamerikanische Meisterschaft in Santo Domingo   | Mittel         | hinter Yoel Romero, Kuba, vor Gonzalo Palaez, Puerto Rico                                                                                         |
| 2002 | 4.    | Universitäten-WM in Edmonton                      | Welter         | hinter Fahrettin Ozata, Türkei, Mehdi Baraati, Iran u. Xu Xuangchong, Volksrepublik China, vor Kim Jong-ho, Südkorea u. Kazuyuki Nagashima, Japan |
| 2002 | 4.    | New York-AC Open                                  | Welter         | hinter Joe Heskett, Josh Koscheck u. Donny Pritzlaff, alle USA                                                                                    |
| 2003 | 7.    | „Dave-Schultz“-Memorial in Colorado Springs       | Welter         | Sieger: Casey Cunningham vor Joe Heskett, bde. USA                                                                                                |
| 2003 | 3.    | Canada-Cup                                        | Welter         | hinter Daniel Igali, Kanada u. Sujit Maan, Indien, vor Zoltan Hunyadi, Kanada u. Sean Harrington, USA                                             |
| 2003 | 4.    | „Takhty“-Cup in Teheran                           | Welter         | hinter Reza Ramezanzadeh, Hadi Habibi u. Jalal Latifi, alle Iran                                                                                  |
| 2004 | 2.    | Manitoba Open                                     | Mittel         | hinter Cael Sanderson, USA, vor Markus Mollina, USA, Tony Baldwin u. Dan Dupuis, bde. Kanada                                                      |
| 2004 | 6.    | „Iwan-Yarigin“-Memorial in Krasnojarsk            | Mittel         | hinter Saschid Saschidow, Russland, Cael Sanderson, Wadim Lalijew, Russland, Magomed Kuruglijew, Kasachstan und Adam Saitijew, Russland           |
| 2004 | 1.    | Boutijar Cup in Ulan-Ude                          | Mittel         | vor Bator Zirenow u. Pawel Alexejew, bde. Russland                                                                                                |
| 2004 | 3.    | Panamerikanische Meisterschaft in Guatemala-Stadt | Mittel         | hinter Daniel Gonzalez, Kuba u. Matthew White, Guatemala, vor Jose Sussari, Venezuela                                                             |
| 2004 | 5.    | Sunkist-Kids Open in Tempe (Arizona)              | Mittel         | hinter Lee Fullhart, Clint Wattenberg, Greg Jones u. Frank Cornely, alle USA                                                                      |
| 2004 | 3.    | Canada-Cup                                        | Halbschwer     | hinter Hajimid Saifi, Iran uö. Nico Jacobs, Namibia, vor Mykhail Abdul Latif, USA                                                                 |
| 2004 | 2.    | New York AC-Open                                  | Mittel         | hinter Clint Wattenberg, vor Tyler Nixt u. Greg Parker, alle USA                                                                                  |
| 2005 | 2.    | „Dave-Schultz“-Memorial in Colorado Springs       | Mittel         | hinter Joe E. Williams, vor Tyler Nixt, Kyle Hansen, alle USA u. Takao Isokawa, Japan                                                             |
| 2005 | 1.    | Sunkist-Kids-Open in Tempe (Arizona)              | Mittel         | vor Aaron Simpson, Chris Pendleton u. Clint Wattenberg, alle USA                                                                                  |
| 2005 | 1.    | „Henry-Deglane“-Memorial in Nizza                 | Mittel         | vor Chris Pendleton, Muslim Saipulajew, LCN u. Hamid Kalvani, Iran                                                                                |
| 2005 | 1.    | New York AC-Open                                  | Mittel         | vor Tyler Nixt, Tony Gansen u. Bryce Hasseman, alle USA                                                                                           |
| 2006 | 4.    | „Dave-Schultz“-Memorial in Colorado Springs       | Mittel         | hinter Muhammed Lawal, USA, Ewgeni Kolomiets, Russland u. Greg Parker, vor Bryce Hasseman u. Tony Gansen                                          |
| 2006 | 2.    | Poland Open in Brzeg Dolny                        | Mittel         | hinter David Bichinaschwili, Deutschland, vor Árpád Ritter, Ungarn, Hadschimurad Nurmohamedow, Russland u. Marc Buschle, Deutschland              |
| 2006 | 18.   | WM in Guangzhou/China                             | Mittel         | nach einer Niederlage gegen Wadim Lalijew, Armenien                                                                                               |
| 2006 | 1.    | New York AC-Open                                  | Mittel         | vor Clint Wattenberg, Ewgeni Kolomiets u. Tony Gansen                                                                                             |
| 2007 | 3.    | „Iwan-Yarigin“-Memorial in Krasnojarsk            | Mittel         | hinter Georgi Ketojew u. Anzor Baltukajew, bde. Russland, gemeinsam mit Taras Danko, Ukraine                                                      |
| 2007 | 5.    | „Takhty“-Cup in Teheran                           | Mittel         | hinter M. Mansouri, H. Tatari, bde. Iran, Lee Fullhart u. Majid Khodaee, Iran                                                                     |
| 2007 | 2.    | Intern. Turnier in Kiew                           | Mittel         | hinter Taras Danko, vor Chirman Temresow u. Ludvig Alborow, bde. Russland                                                                         |
| 2007 | 2.    | Alexander-Medwed-Turnier in Minsk                 | Mittel         | hinter R. Kulow, Russland, vor H. Magomed, Russland                                                                                               |
| 2007 | 2.    | Panamerikanische Spiele in Rio de Janeiro         | Mittel         | hinter Roozbak Banihashemi, Kanada, vor Roilandi Zuniga Herrera, Kuba u. Rodrigo Piedrahita, Kolumbien                                            |
| 2007 | 3.    | Sunkist-Kids-Open in Phoenix (Arizona)            | Mittel         | hinter Chris Pendleton u. Jake Herbert, bde. USA, vor Benjamin Wissel, USA                                                                        |
| 2007 | 1.    | „Henry-Deglane“-Memorial in Nizza                 | Nittel         | |
| 2007 | 3.    | Hargobind-Cup in Surrey/Kanada                    | Halbschwer     | hinter Muhammed Lawal u. Kyle Cerminara, bde. USA, vor Kurt Backes, USA u. Michael Neufeld, Kanada                                                |
| 2008 | 12.   | OS in Peking                                      | Mittel         | nach einer Niederlage gegen Reineri Sala, Kuba |
| 2008 | 1.    | Hargobind-Open in Surrey/Kanada                   | Halbschwer     | vor Kory Jarvis u. Jagroop Bhular, bde. Kanada, sowie Kurt Backes, USA                                                                            |
| 2008 | 3.    | New York AC-Open                                  | Halbschwer     | hinter Nikolai Ceban, Moldawien u. Alan Gaglojew, Russland, vor Ewgeni Kolomiets, Russland                                                        |

Anm.: alle Wettbewerbe im freien Stil, OS = Olympische Spiele, WM = Weltmeisterschaft, Weltergewicht, bis 2001 bis 76 kg, ab 2002 bis 74 kg, Mittelgewicht, bis 2001 bis 85 kg, ab 2002 bis 84 kg, Halbschwergewicht, bis 2001 bis 97 kg, ab 2002 bis 96 kg Körpergewicht

## Nationale Erfolge
| Jahr | Platz | Wettbewerb                            | Gew.-Kl.   |                                                                        |
| 1996 | 2.    | USA-Jun.-Meistersch. d. AAU (Cadets)  | Welter     |                                                                        |
| 1998 | 5.    | USA-Jun.-Meistersch. d. AAU (Espoirs) | Welter     |                                                                        |
| 1999 | 8.    | NCAA-Championships                    | Mittel     | Sieger: Cael Sanderson vor Brandon Eggum                               |
| 2000 | 2.    | USA-Jun.-Meistersch. d. AAU (Espoirs) | Mittel     |                                                                        |
| 2001 | 4.    | NCAA-Championships                    | Mittel     | hinter Cael Sanderson, Daniel Cormier u. Viktor Sveda                  |
| 2001 | 1.    | USA-Jun.-Meistersch. d. AAU           | Mittel     |                                                                        |
| 2001 | 4.    | WM-Trials                             | Welter     | hinter Joe E. Williams, Byson Tucker u. Joe Heskett                    |
| 2002 | 7.    | NCAA-Championships                    | Mittel     | Sieger: Rob Rohn vor Josh Lambrecht                                    |
| 2002 | 1.    | USA-Jun.-Meistersch. d. AAU           | Mittel     |                                                                        |
| 2003 | 5.    | WM-Trials                             | Welter     | hinter Joe E. Williams, Donny Pritzlaff, Matt Lackey u. Kirk White     |
| 2005 | 5.    | USA-Meisterschaft                     | Mittel     | hinter Muhammed Lawal, Lee Fullhart, Tyler Nixt u. Clint Wattenberg    |
| 2005 | 7.    | WM-Trials                             | Mittel     | Sieger: Muhammed Lawal vor Lee Fullhart                                |
| 2006 | 5.    | USA-Meisterschaft                     | Mittel     | hinter Muhammed Lawal, Lee Fullhart, Clint Wattenberg u. Travis Pascoe |
| 2006 | 1.    | WM-Trials                             | Mittel     | vor Clint Wattenberg, Mohammed Lawal u. Lee Fullhart                   |
| 2007 | 3.    | USA-Meisterschaft                     | Mittel     | hinter Joe E. Williams u. Lee Fullhart, vor Chris Pendleton            |
| 2007 | 2.    | WM-Trials                             | Mittel     | hinter Joe E. Williams                                                 |
| 2008 | 2.    | USA-Meisterschaft                     | Mittel     | hinter Mukammed Lawal u. Bryce Hasseman                                |
| 2008 | 1.    | Olympia-Trials                        | Mittel     | vor Muhammed Lawal                                                     |
| 2009 | 2.    | WM-Trials                             | Halbschwer | hinter Jake Varner                                                     |

## Weblink
- Kampf von Andy Hrovat gegen Muhammed Lawal um die USA-Meisterschaft 2008

| Personendaten    | Personendaten            |
| ---------------- | ------------------------ |
| NAME             | Hrovat, Andy             |
| KURZBESCHREIBUNG | US-amerikanischer Ringer |
| GEBURTSDATUM     | 21. Januar 1980          |
| GEBURTSORT       | Cleveland (Ohio)         |